# Muriceides
Muriceides is een geslacht van neteldieren uit de klasse van de Anthozoa (bloemdieren).

## Soorten
- Muriceides alba (Nutting, 1908)
- Muriceides chamaeleon (von Koch, 1887)
- Muriceides chuni Kükenthal, 1919
- Muriceides collaris Nutting, 1910
- Muriceides cylindrica Nutting, 1912
- Muriceides dubia Nutting, 1910
- Muriceides echinata Thomson, 1927
- Muriceides foresti Tixier-Durivault & d'Hondt, 1974
- Muriceides fragilis Wright & Studer, 1889
- Muriceides furcata Studer, 1890
- Muriceides hirta (Pourtalès, 1868)
- Muriceides hirtus (Pourtalès, 1868)
- Muriceides javensis Nutting, 1910
- Muriceides kükenthali (Broch, 1912)
- Muriceides lepida Carpine & Grasshoff, 1975
- Muriceides nigra Nutting, 1912
- Muriceides obtusa (Wright & Studer, 1889)
- Muriceides paucituberculata (Marion, 1882)
- Muriceides robusta (Wright & Studer, 1889)
- Muriceides tenuis (Nutting, 1908)
- Muriceides verrili (Wright & Studer, 1889)